# Onciale 085
L'Onciale 085 (numerazione Gregory-Aland; "ε 23" nella numerazione Soden), è un codice manoscritto onciale del Nuovo Testamento, in lingua greca, datato paleograficamente al VI secolo.

## Descrizione
Il codice è composto da 3 spessi fogli di pergamena di 240 per 210 mm, contenenti brani il testo del Vangelo secondo Matteo (20,3-32; 22,3-16). Il testo è scritto in due colonne per pagina e 27 linee per colonna.

### Critica testuale
Il testo del codice è rappresentativo del tipo testuale alessandrino. Kurt Aland lo ha collocato nella Categoria II.

## Storia
Il codice è venuto dal Cairo. Il codice è conservato alla Biblioteca nazionale russa (Gr. 714) a San Pietroburgo.